# Асыма
Асыма (якут.  ) — село в Горном улусе Якутии России. Административный центр Кировского наслега. Большинство жителей якуты.
Население — 608 чел. (2021) .

## География
Село расположено в центральной части региона, в аласе в 30-32 км к северу от райцентра села Бердигестях.

## История
Согласно Закону Республики Саха (Якутия) от 30 ноября 2004 года N 173-З N 353-III село возглавило образованное муниципальное образование Кировский наслег.

## Население
| 1989 | 2002 | 2010 | 2021 |
| ---- | ---- | ---- | ---- |
| 800  | ↘642 | ↘633 | ↘608 |

## Инфраструктура
Дом культуры, МБОУ «Кировская средняя общеобразовательная школа», учреждения здравоохранения и торговли
Животноводство (мясо-молочное скотоводство, мясное табунное коневодство)
- Мемориальный комплекс воинам, погибшим в годы Великой Отечественной войны (1941-1945 гг.).

## Транспорт
Через село идёт федеральная автотрасса «Вилюй»